# Skull Sessions
Skull Sessions ist ein Musikalbum des Rob Mazurek Octet. Die am 12. und 13. November 2011 im Serviço Social do Comércio Pinheiros (SESC) in São Paulo entstandenen Aufnahmen erschienen 29. Januar 2013 als Langspielplatte und (in erweiterter Form) auf Compact Disc und Download auf Cuneiform Records.

## Hintergrund
Die Musik auf Skull Sessions entstand als Präsentation zur Ausstellung „We Want Miles“ im SESC São Paulo. Für dieses Konzert vereinte der in Chicago lebende Kornettist Rob Mazurek seine Bands Sao Paulo Underground und das Trio Starlicker (mit Jason Adasiewicz und John Herndon); außerdem lud er weitere Künstler wie die Flötistin Nicole Mitchell ein, um die Essenz von Miles Davis’ Bitches Brew-Ära einzufangen, notierte Glenn Astarita.

## Titelliste
- Rob Mazurek Octet: Skull Sessions (Cuneiform Records – Rune 349)[2]

1. Galactic Ice Skeleton 17:19
2. Voodoo and the Petrified Forest 14:59
3. Passing Light Screams 15:57
4. Skull Caves of Alderon 13:02
5. Keeping the Light Up 4:22
6. Galactic Ice Skeleton ["Radio Edit"] 8:07

Die Kompositionen stammen von Rob Mazurek. Die LP enthält lediglich die Titel 1, 4 und 5.

## Rezeption

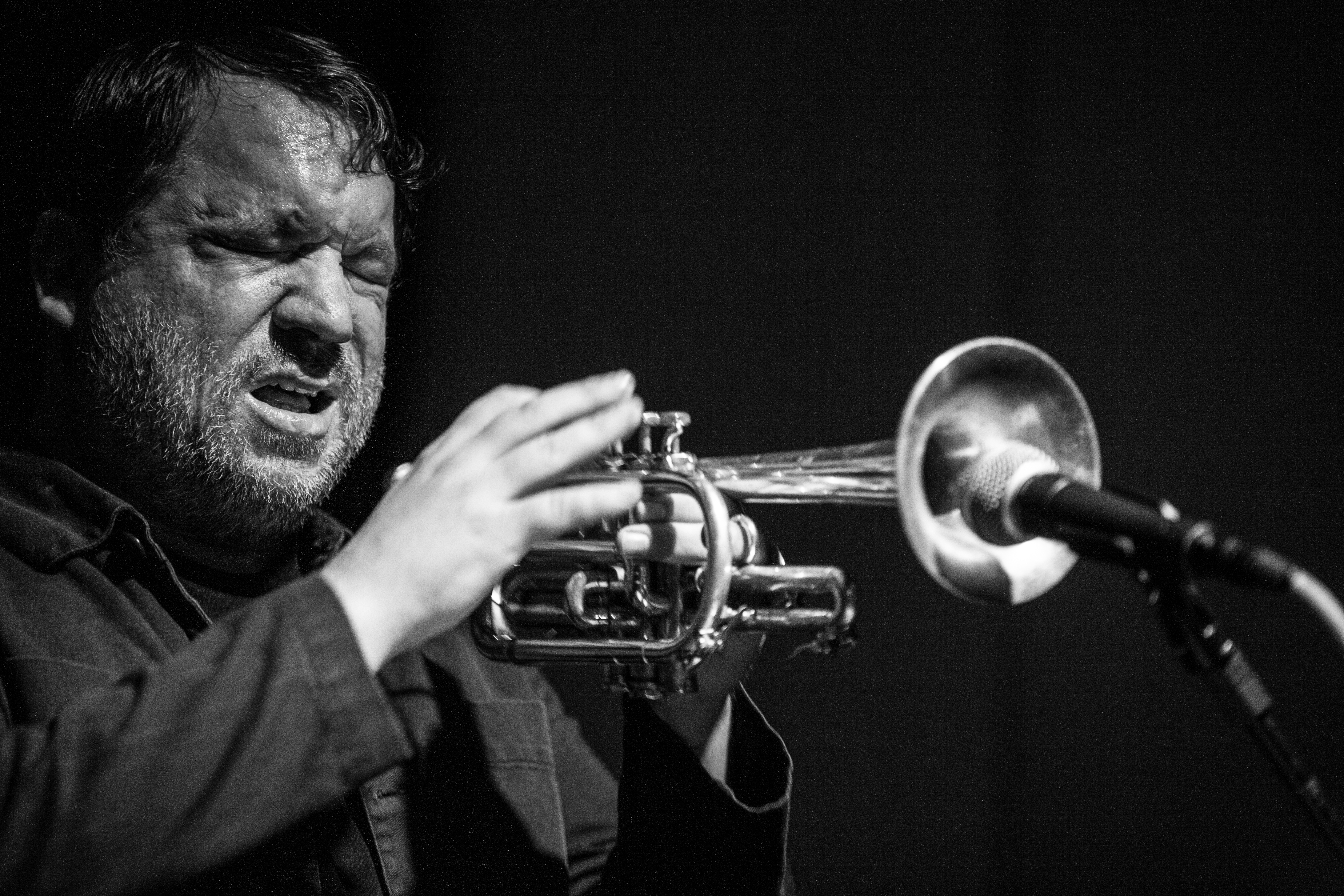
Rob Mazurek (2013)

Nach Ansicht von Glenn Astarita, der das Album in All About Jazz rezensierte, würde Mazurek Jazzfusion-Elemente von Davis als fruchtbares Mittel nutzen, um die Gesamtstimmung aus der Perspektive eines Modernisten neu zu gestalten. Angetrieben „von der Kraft eines Dieselmotors“ schichte die Band strahlende Klangfarben mit pulsierenden Impulsen und zahlreichen Kontrasten über wirbelnde Riffs, einprägsame Bläserchorusse und eine grenzenlose Methodik. Geschmackvoll, aber dennoch für Rückflüsse und exzentrische Bearbeitungen eingesetzt, sei das elektronische Element nur ein Bestandteil eines polygonalen Paradigmas. Nicole Mitchell würde kurz ein brasilianisches Motiv in das Schema integrieren, und die Musiker mit energetischer Souveränität verschmelzen. Im weiteren Verlauf verbinde sich Mazurek mit den Solisten und erreiche einen Höhepunkt, indem er ein episches Meisterwerk voll leidenschaftlicher Dynamik und inspirierender Dialoge vollführe. Die sei ein hinreißendes Schauspiel, das theatralische Attribute und einen höchst unterhaltsamen Formfaktor vereint.
Bei den jüngsten Werken des Chicago Underground Duo und des Exploding Star Orchestra sei es ebenso sehr um die Reise wie um das Ziel gegangen, meinte Mike Shanley (JazzTimes). Hingegen seien sein Trio Starlicker und das Pulsar-Quartett eher durch treibende Bewegungen gekennzeichnet. Das neue Oktett des Kornettisten vereine diese beiden Welten ein wenig, mit einigen sanften Einleitungen, die in klangliche Turbulenzen münden. Es bringe auch die beiden Welten zusammen, da sich Mitglieder des Exploding Star Orchestra mit Mitgliedern des São Paulo Underground messen. Mazurek verzichte darauf, Musik von Miles Davis zu verwenden, doch seine Kompositionen erinnerten manchmal an die elektrisierende Intensität der Alben des Trompeters aus den 1970er-Jahren. Jeder Titel entfalte sich langsam, wobei jeder Spieler seinen Platz einnehme, bevor sich eine schriftlich [festgehaltene] Struktur zu offenbaren beginne. Sobald der Hintergrund verfestigt sei, setzten verschiedene Instrumentenkombinationen darüber. Schlagzeuger John Herndon gebühre großes Lob dafür, dass er die Stellung halte, insbesondere während des 15-minütigen „Voodoo and the Petrified Forest“, wo er den Großteil des Songs im 5/4-Crash-Rhythmus spielt. Obwohl dieses Stück etwas lang sei, tue die Gruppe ihr Bestes, um diese Länge lohnenswert zu machen.